# Masacrul de la Kissufim
La 7 octombrie 2023, a fost lansat un atac brusc asupra Israelului de către militanți Hamas din Fâșia Gaza. Aceștia au vizat kibuțul Kissufim situat în Districtul de Sud. În urma acestui atac violent, cel puțin patru membri ai echipei de securitate din kibuț, alți patru rezidenți, șase muncitori thailandezi și opt soldați israelieni au fost uciși, în timp ce cel puțin patru persoane au fost răpite și duse în Gaza.

## Context
Kissifum este un mic colectiv de fermieri de kibuț care are 300 de locuitori. Se află aproape de trecerea Kissufim în Fâșia Gaza, care era principala rută de trafic către blocul de colonizări israeliene din fâșie înainte de retragerea Israelului dim teritoriu în 2005.

### Evenimente precedente
În dimineața zilei de 7 octombrie 2023, Hamas a lansat un atac surpriză asupra Israelului. Hamas a tras mii de rachete asupra țintelor israeliene și a trimis sute de militanți să se infiltreze în instalațiile și comunitățile militare israeliene, unde s-au ciocnit cu forțele de securitate.

## Masacru
La 7 octombrie 2023, cel puțin 70 de luptători Hamas au intrat în Kissufim. Un alt grup militant palestinian, Frontul Democrat maoist, a declarat, de asemenea, că trupele sale (organizate ca Brigăzi Naționale de Rezistență) se luptă cu IDF în Kissufim. Aceștia au comis un masacru în kibuț și au ucis cel puțin opt dintre membrii acestuia, precum și șase muncitori thailandezi. Se pare că o femeie de 90 de ani a fost dusă cu forța din camera de siguranță a casei ei în living și ucisă cu o împușcătură în cap. Un cuplu și fiul lor de 15 ani care se adăposteau în camera lor de siguranță au fost uciși când militanții le-au incendiat casa după ce au refuzat cererile militanților de a ieși afară. Patru membri ai kibuțului au fost răpiți, iar clădirile kibuțului au avut avarii grave. Echipa de securitate din kibuț a ripostat în timpul atacului și patru dintre membrii săi au fost uciși, inclusiv comandantul lor. Trupele IDF au apărut în cele din urmă și au asigurat kibuțul.
Un pluton din Batalionul 51 al Brigăzii Golani a ajuns în kibuț pentru a-i respinge pe militanți și s-a angajat într-o luptă care a durat câteva ore. La sfârșitul după-amiezii, soldații au început să evacueze locuitorii din kibuț care erau captivi în casele lor. Opt soldați din pluton au fost uciși în luptă.
Guvernul Israelian a declarat orașele de graniță din fâșia Gaza drept zone militare active după atacul din 7 octombrie, închizând Kissifum și evacuând rezidenții rămași. Sâmbătă seara, locuitorii kibuțului au fost evacuați într-un hotel de pe malul Mării Moarte.
La 10 octombrie, Reuven Heinik din Așkelon, directorul fermei de lapte din kibuț, a cerut armatei permisiunea de a intra în ferma de lactate din kibuț pentru a hrăni vacile care nu au primit hrană și apă de aproximativ 60 de ore. În timp ce se afla în sala de muls, un militant care se ascundea acolo l-a ucis.
La cinci zile după atac, un militant care a supraviețuit bătăliei și s-a ascuns într-una dintre case a deschis focul asupra trupelor IDF, rănind trei soldați înainte de a fi ucis.